# Phyllodactylus sentosus
Phyllodactylus sentosus este o specie de șopârle din genul Phyllodactylus, familia Gekkonidae, descrisă de Hugh Neville Dixon și Huey 1970. Conform Catalogue of Life specia Phyllodactylus sentosus nu are subspecii cunoscute.